# Jean-Jacques Desprez
Pour les articles homonymes, voir Desprez.
Jean-Jacques Desprez est un homme politique français né le 28 octobre 1794 à Grézieu-la-Varenne (Rhône) et décédé le 27 août 1872 à Lyon (Rhône).
Avocat à Lyon, conseiller d'arrondissement puis conseiller général, il est député du Rhône de 1845 à 1848, siégeant dans la majorité soutenant les ministères de la Monarchie de Juillet.

## Sources
- « Dictionnaire des parlementaires français de 1789 à 1889 (Adolphe Robert, Edgar Bourloton et Gaston Cougny) », sur gallica BNF (consulté le 4 janvier 2014)